# 拉古纳塞卡
拉古纳塞卡，是西班牙卡斯蒂利亚-拉曼恰昆卡省的一个市镇。总面积35平方公里，总人口121人（2001年），人口密度3人/平方公里。